# وزارة ياسين الهاشمي الثانية
وزارة ياسين الهاشمي الثانية أو الوزارة الهاشمية الثانية هي الحكومة العراقية الحادية والعشرون.
خلفت هذه الوزارة وزارة جميل المدفعي الثالثة واستمرت للفترة من 17 آذار 1935 إلى 29 تشرين الأول 1936، حيث أطيح بالحكومة في انقلاب بكر صدقي، وتشكلت بعدها وزارة حكمت سليمان.
بعث بكر صدقي برسالة إلى حكمت سليمان والذي كان وزيراً للداخلية ومنه إلى الملك غازي حيث يبلغه فيها بضرورة استقالة حكومة ياسين الهاشمي وإلا فان الجيش قادم إلى بغداد وسوف ينفذ هذه المهمة بقوة السلاح، فوافق الملك غازي على إقالة حكومة ياسين الهاشمي وتعيين حكمت سليمان بدلاً منه. وعين بكر صدقي رئيساً لأركان الجيش

## التشكيلة الوزارية
تكونت الوزارة من الوزراء أدناه:
- رئيس مجلس الوزراء: ياسين الهاشمي
- وزير الداخلية: رشيد عالي الكيلاني، ثم حكمت سليمان
- وزير الدفاع: جعفر العسكري، قتل في الانقلاب على الحكومة
- وزير الخارجية: نوري السعيد
- وزير العدلية: محمد زكي البصري
- وزير المالية: رؤوف البحراني
- وزير المعارف: محمد رضا الشبيبي، استقال في 15 أيلول 1935، فخلفه صادق البصام
- وزير الأشغال: محمد أمين زكي

## طالع
- انقلاب بكر صدقي